# Попо II фон Рот
Попо II фон Рот (на немски: Poppo II (III) von Rott, * 950, † ок. 1040) от род Пилгримиди е граф на река Семпт в Бавария от 1002/1003 до ок. 1040 г.
Той е роднина с род Арибони. Син е на граф Попо I фон Рот († сл. 980). През 1025 г. Попо е свидетел на императрица Кунигунда Люксембургска.
Попо II фон Рот се жени за Хазага Каринтийска, дъщеря на Куоно-Конрад, граф в Рангау († 1021) и съпругата му Ирменгард († сл. 1021). Те имат децата:
- Куно I фон Рот (* ок. 1015, † 27 март 1086), пфалцграф на Бавария (1055 – 1086), граф на Фобург (1040) и на долен Изар (1079), женен сл. 1050 г. за Ута фон Дисен-Андекс († 1086)
- Попо IV († 9 август 1048), епископ на Бриксен и става папа Дамас II
- Пилгрим III († ок. 1055), граф на Вип и Норатал